# 田坪
田坪（1906年—1984年），男，直隶（今河北）满城人，中华人民共和国政治人物，曾任中华人民共和国第二轻工业部副部长，第四、五、六届全国政协委员。